# Canephora vestita
Canephora vestita är en fjärilsart som beskrevs av Fabricius 1775. Canephora vestita ingår i släktet Canephora och familjen säckspinnare. Inga underarter finns listade i Catalogue of Life.